# Melasina susurrans
Melasina susurrans är en fjärilsart som beskrevs av Edward Meyrick 1911. Melasina susurrans ingår i släktet Melasina och familjen säckspinnare. Inga underarter finns listade i Catalogue of Life.